# Michael Greis
Michael Greis, född 18 augusti 1976 i Füssen i sydvästra Bayern, är en tysk före detta skidskytt.

## Meriter

### Olympiska vinterspel
- 2006:
  - Distans – guld
  - Masstart – guld
  - Stafett – guld

### Världsmästerskap

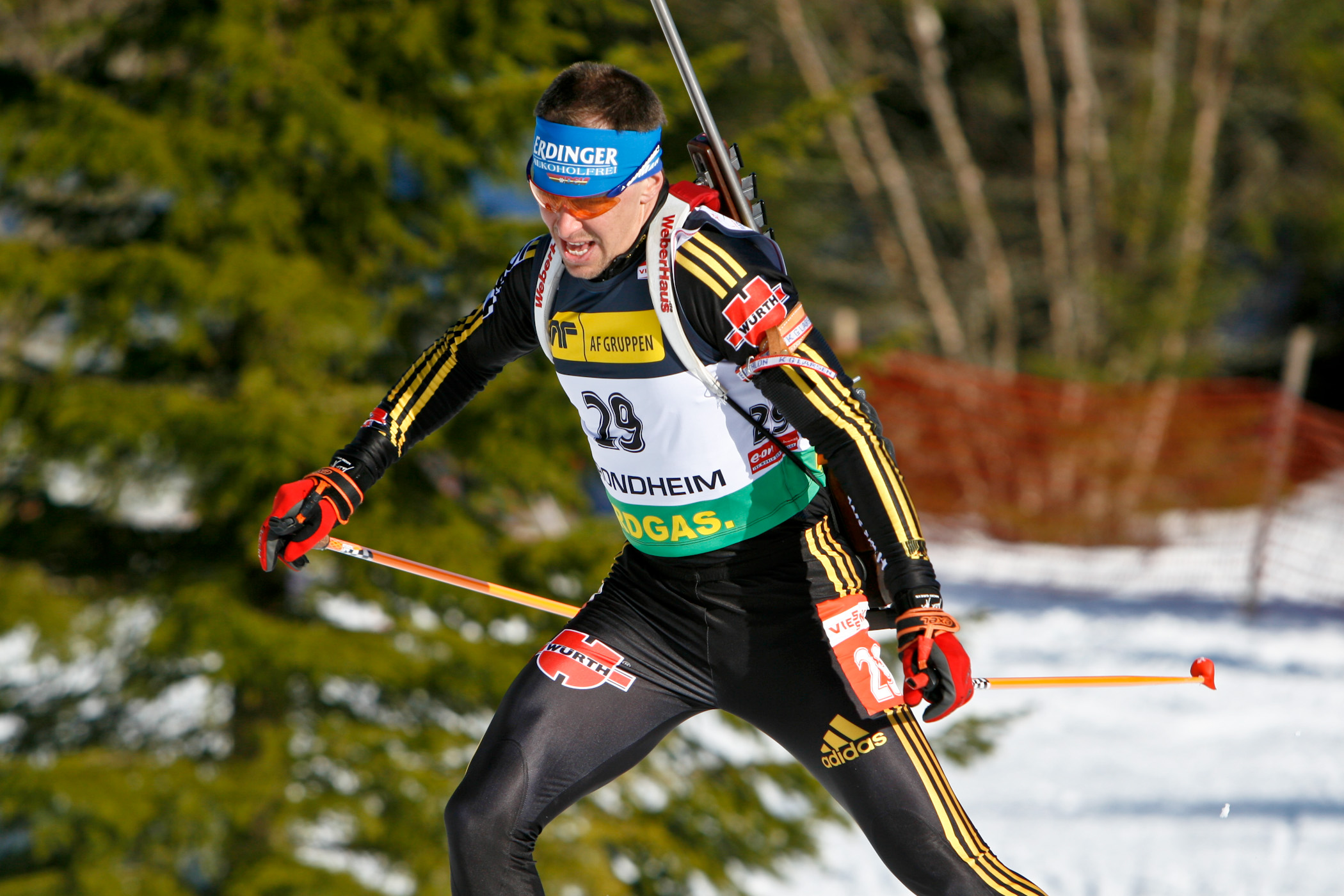
Michael Greis, Trondheim 2009

- 2004: 
  - Stafett – guld
- 2005: 
  - Distans – silver
  - Mixedstafett – brons
- 2007:
  - Masstart – guld
  - Distans – silver
  - Stafett – brons
- 2008:
  - Mixstafett – guld
- 2009:
  - Mixstafett – brons

### Världscupen

#### Världscupen, delcuper
- 2005 
  - Distans 1:a
- 2006
  - Distans 1:a

#### Världscuptävlingar
- Slutseger 2006/2007
- 5 segrar (efter säsongen 2006/2007)
- 17 pallplatser